# Zoothera mollissima
Zoothera mollissima е вид птица от семейство Turdidae.

## Разпространение
Видът е разпространен в Бутан, Виетнам, Индия, Китай, Мианмар, Непал и Пакистан.